# Cultura Chincha
A cultura Chincha é uma cultura arqueológica do Antigo Peru, do período Intermedio Tardío. Se estendia pelos vales de Ica, Lima e Arequipa, apesar de que seu centro político estava localizado no Vale de Chincha. A cultura chincha foi conquistada pelo Império inca durante o reinado de Pachacuti Inca Yupanqui e incorporada definitivamente durante o governo de Túpac Yupanqui, em 1476. Chincha manteve sua importância inclusive durante a época inca. Inclusive os textos históricos afirmam que o único governante que podia ser carregado nas cerimonias em que o Sapa inca se encontrava era o Governante de Chincha. A população estava dividida entre a nobreza, encargada dos cargos administrativos, os sacerdotes e o povo, constituído por mercadores, artesãos, pescadores e camponeses.

## História de Chincha

### Era Pre-Chincha
Os seres humanos vivem ao longo da costa peruana há pelo menos 10 mil anos. Os primeiros colonizadores eram provavelmente pescadores, explorando os ricos recursos marítimos da Corrente de Humboldt. A agricultura de irrigação nos vales dos rios desenvolveu-se mais tarde. As primeiras comunidades assentadas conhecidas no Vale de Chincha datam de cerca de 800 a.C. e pertencem à Cultura Paracas . Mais tarde, entre os anos 100 e 800 o vale de Chincha foi influenciado pela cultura de Ica-Nazca . O vale de Chincha foi influenciado também, e possivelmente sob o controle do Império de Tiauanaco-Huari, aproximadamente entre os anos 500 a 1000 de nossa era.
Entre os séculos IX e X, novos habitantes chegaram à costa. Essas pessoas são conhecidas como o "Pré-Chincha". A cultura rudimentar Pré-Chincha centrou-se na pesca e coleta de conchas. A origem do povo pré-Chincha ainda é incerta.

### Era de Chincha
No século XI, um povo mais avançado e guerreiro conhecido como Chincha chegou à área. Os Chincha desenvolveram sistemas de arquitetura, agricultura e irrigação e passaram a dominar os habitantes originais da região. Alguns aspectos da cultura pré-Chincha original foram absorvidos pelos recém-chegados, como a construção de jangadas. Os Chincha adoravam um deus jaguar, e acreditavam ser descendentes de onças, que segundo eles seriam a causa de suas tendências guerreiras e dominantes. Os Chincha fertilizaram seus campos com pássaros mortos e guano. Seus comerciantes mantinham rotas comerciais por terra com rebanhos de lhamas usados como bestas de carga chegando a Collao e Cusco . Além disso, os Chincha aprenderam habilidades navais com os Pré-Chincha, permitindo que os Chincha utilizassem extensas rotas marítimas.
A ruína Chincha de La Centinela foi um dos primeiros sítios arqueológicos no Peru a ser investigado por arqueólogos. O local abrange mais de 75 hectares e consiste em duas grandes pirâmides, La Centinela e Tambo de Mora, construídas em adobe e servindo como habitação dos líderes do povo Chincha. A área residencial circundante alojava os artesãos de prata, têxteis, madeira e cerâmica. Como a maioria dos sítios arqueológicos monumentais pré-colombianos, o principal objetivo da La Centinela foi provavelmente cerimonial, ao invés de residencial ou comercial.
Uma rede de estradas irradiava de La Centinela, correndo em linha reta, como era o costume andino. As estradas ainda são visíveis. Elas se  estendiam a leste e ao sul da Centinela e levavam a centros cerimoniais periféricos e também facilitavam o transporte de mercadorias para o vale de Paracas, ao sul, e para os planaltos dos Andes, que se erguiam a 20 km de La Centinela.
Segundo uma antiga crônica espanhola, a população Chincha era composta por 30.000 chefes de família, entre os quais 12.000 agricultores, 10.000 pescadores e 6.000 comerciantes. Os números sugerem uma população total de mais de 100.000 pessoas sob controle Chincha, provavelmente em uma área maior do que o vale Chincha em si. O número maior do que o normal de pescadores e comerciantes na população ilustra a natureza comercial do estado Chincha e a importância do mar para sua economia.

### Chincha e os Incas
Os Chinchas estavam se expandindo ao norte e ao sul tanto costa do Peru como pelos Andes, quase na mesma época em que os Incas estavam criando seu império nos séculos XIV e XV.
A primeira expedição dos incas ao reino Chincha foi conduzida pelo general Capac Yupanqui, irmão do Inca Pachacuti (que governou entre 1438 e 1471), numa tentativa de estabelecer uma relação amigável. Ao chegar a Chincha, Capac Yupanqui disse não querer nada mais do que a aceitação da superioridade Cusco e deu presentes aos curacas Chincha para mostrar a magnificência inca. Os Chincha não tiveram dificuldade em reconhecer os Incas e continuar vivendo pacificamente em seu domínio. O próximo imperador, Inca Tupac Yupanqui (que governou entre 1471 e 1493) anexou o Reino de Chincha ao império, mas os dirigentes de Chincha conservaram muito de sua autonomia política e econômica e de sua liderança tradicional. O Inca concedeu ao Curaca Chincha Hatun a permição de ser levado em liteira na presença do Sapa inca. O rei Chincha era obrigado a passar vários meses todos os anos na corte do imperador Inca em Cusco, embora com as mais altas honras que um nobre Inca poderia ter. Um rei Chincha foi confundido com Atahualpa, por causa de sua riqueza exibida, e morto no Massacre de Cajamarca em 1532, no qual o imperador Atahualpa foi capturado pelos espanhóis.

### Invasão espanhola
O espanhol apareceu pela primeira vez no vale Chincha em 1534 e uma missão católica romana dominicana foi fundada em 1542. Com a chegada dos espanhóis, a população de Chincha declinou precipitadamente, principalmente devido a doenças europeias e turbulência política. Os demógrafos estimam um declínio de 99% na população nos primeiros 85 anos de governo espanhol. Chincha nunca recuperou sua proeminência anterior.
Vários espanhóis do século XVI registraram a história de Chincha de informantes indianos. Embora essas crônicas sejam muitas vezes contraditórias, os grandes contornos da história de Chincha podem ser discernidos. Pedro Cieza de León descreveu Chincha como uma "grande província, estimada nos tempos antigos ... esplêndida e grandiosa ... tão famosa em todo o Peru quanto a ser temida por muitos nativos".

## Religão
Os Chincha controlava um oráculo rico e proeminente chamado Chinchaycámac (o deus jaguar) era seu deus principal e o Urpy Huachay ("a que pari pombas"), localizado em  Pachacámac, era seu santuário, provavelmente perto de La Centinela, que ganhava contribuições do povo Chincha e de outros povos da região, indicando excedentes de riqueza.

## Arquitetura
Os Chinchas, assim como outras culturas do litoral peruano, desenvolveram uma arquitetura  utilizando a técnica do adobe ou taipa. Os edifícios principais se localizam no vale do Chincha, principalmente nas localidades de Tambo de Mora, Lurinchincha e San Pedro, onde foram construídos centros administrativos cerimoniais.
Uma das mais conhecidas é La Centinela (localizada em Chincha Baja), cuja área é de 400.000 m2. Dentro de esta área foram localizadas moradias populares, monumentos residenciais, templos piramidais, patios, ruas, etc.

## Economia
As principais atividades econômicas da região foram a agricultura, a pesca e principalmente o comércio. E principalmente o comércio marítimo, pois sua tecnologia en navegação lhes permitia chegar hasta os mai extremos pontos de norte a sul.
Chegaram inclusive até a América Central, um de seus principais artigos de exportação eram as conchas Spondylus, próprias do Equador e Peru, e que foram encontradas na América Central.
Suas grandes habilidades comerciais permitiram que estendessem sua influencia por todo o território inca antes de que este se convertesse em império.  E foi graças a esta influencia comercial dos chinchas, que o quíchua se tornou uma das línguas mais faladas nos Andes.

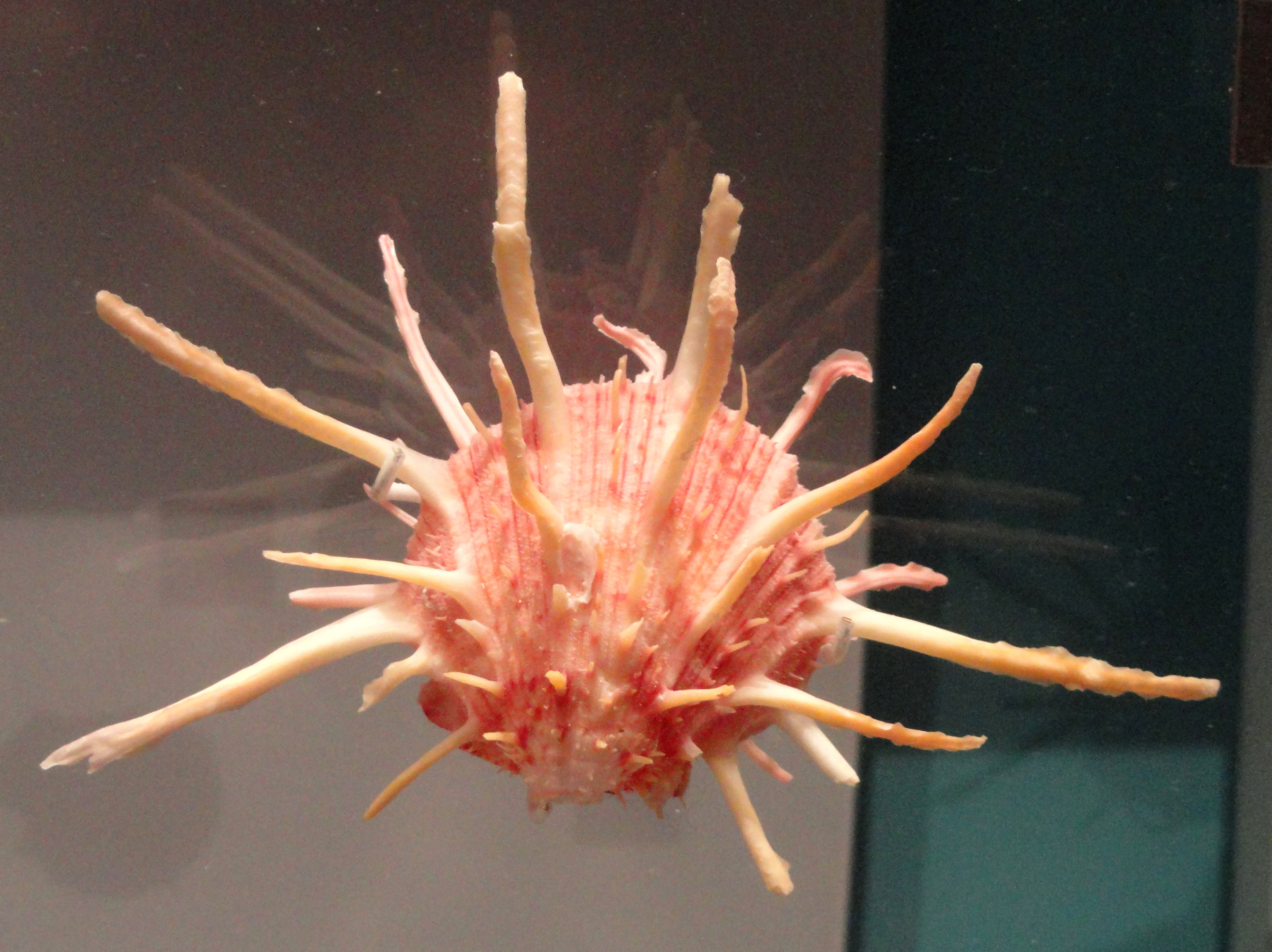
Spondylus

Tiveram o mérito de organizar um comércio triangular no qual se tornaram a ponte comercial entre os Aimarás do Plato de Collao, a costa central peruana e o norte do Equador. Por via marítima, estabeleceram uma rota comercial entre Cusco e o Altiplano. Os produtos mais solicitados da serra eram: o charque, a lã e alguns metais.
O poder do governante Chincha, era medido pela quantidade de balsas que tinha. Não existia na época do desenvolvimento Chincha, governante ou rei que o superasse neste quesito. Sua frota não era inferior a 200 balsas, através das quais comercializava com todo o litoral do Mar de Grau,  chegando inclusive ao Equador e Colombia ao norte, e Chile (Valdivia) ao sul. As mercadorias chinchanas chegaram até o Caribe, comercializando na desembocadura do rio San Juan; dali comerciantes Chibchas os levavam até o Caribe. Os chinchas comercializavam: o chuño (batata desidratada), o charque de lhama, diversos tipos de lã, cobre, pescado salgado, cabaça, milho e huacos (cerâmica). Traziam para Chincha: o mullu ou concha vermelha (spondylus), esmeraldas e outras pedras preciosas.
Quando Atahualpa Inca chegou a Cajamarca, em uma liteira de ouro, disseram que um outro governante também chegara a cidade desta maneira. Logo após ser aprisionado o Inca, no interrogatório feito por Pizarro este preguntou pelo governante da outra liteira de ouro e o Inca, respondeu: “… é o governante de Chincha, importante porque tem mais de 200 embarcações para o comercio e é o mais rico de todos os meus súbditos”.

## Rotas comerciais
Já durante a conquista, Chincha foi motivo de brigas entre Francisco Pizarro e Diego de Almagro, pela fama conquistada en Cajamarca com a captura do Inca Atahualpa.
Segundo um documento da doutora María Rostworowski, na população chincha havia: “doze mil lavradores ou camponeses, dez mil pescadores e seis mil mercadores, além de um número incerto de ourives cuja maioria estava ausente…”.
Feita a conquista do Reino Chincha pelo Exército Imperial Inca e para não emperrar suas relações comerciais, os chinchanos não ofreceram resistência aos exércitos de Túpac Yupanqui estabelecendo assim uma relação amistosa entre eles, coisa que segundo as tradições orais era comum desde o período Chavín. Devido ao sistema de intercambio, durante os Séculos XV e XVI, os chinchanos gozaram não só de riquezas, mas de prestigio por todo Tahuantinsuyo.

## Cerâmica
Sua cerâmica era decorada com uma pintura bicolor (branco e preto) sobre fundo vermelho, suas representações eram especialmente feitas de pequenos motivos geométricos imitando padrões têxteis, outras vezes imitavam aves e peixes.
As formas mais comuns eram os cântaros ovoides com boca ampla, os copos em forma de sino, os pratos com paredes verticais e base plana ou convexa e os barris horizontais com a boca no topo.
Também se destacam os cuchimilcos ou figurines; que eram peças que representavam geralmente mulheres fortes com cabeça quadrada e olhos em forma de gota com a ponta para fora.

## Metalurgia
Entre os objetos encontrados nas ricas tumbas estão os chamados vasos narigones que representavam um rosto com nariz aquilino. Eram feitos em ouro, prata, liga de cobre, e geralmente continham milho, peixe, cobras o aves.

## Escultura
Sobressaem as esculturas em madeira, adornadas com figuras. Algumas delas podem ter sido timões de embarcações movidas com velas de tela. Outras seriam instrumentos agrícolas para cavar ou arar a terra. Há também os que parecem remos, são sempre decoradas e inclusive pintadas em tons azuis, amarelo, vermelho, verde e roxo.